# Aviscourt
Aviscourt est un hameau de la commune belge de Sainte-Ode située en Région wallonne dans la province de Luxembourg.
Avant la fusion des communes de 1977, Aviscourt faisait partie de la commune d'Amberloup.

## Étymologie
Le nom du hameau viendrait du latin Aves, Avis signifiant Oiseau, Volaille. Il devait s'agir d'un lieu où l'on élevait la volaille pour le compte du château d'Amberloup. Lavacherie aurait cette même origine mais concernant l'élevage des vaches.

## Situation et description
Dans un environnement de prairies proches d'espaces boisés, Aviscourt étend ses habitations le long de l'unique rue du hameau. Cette route de campagne traverse le hameau en reliant la route nationale 4 au village de Lavacherie situé au nord-ouest. Le hameau avoisine celui de Herbaimont ainsi que le village de Sprimont.